# Jerzy Zakrzewski (polityk)
Jerzy Zakrzewski (ur. 6 stycznia 1945 w Dąbrowie) – polski polityk, prawnik, poseł na Sejm II i III kadencji.

## Życiorys
W 1977 ukończył Wyższą Szkołę Oficerską przy MSW, a w 1985 studia prawnicze na Uniwersytecie Gdańskim.
Od 1993 do 2001 sprawował mandat posła na Sejm II i III kadencji, wybranego z listy Sojuszu Lewicy Demokratycznej w okręgu gdańskim. W 2001 bez powodzenia ubiegał się o reelekcję.
W latach 1998–2000 był radnym sejmiku pomorskiego. Od 2002 do 2006 zajmował stanowisko dyrektora Departamentu Kontroli w Ministerstwie Spraw Wewnętrznych i Administracji. W 2009 bezskutecznie kandydował do Parlamentu Europejskiego.
Działacz Ruchu Społecznego NIE oraz Stowarzyszenia Parlamentarzystów Polskich, do 2021 był marszałkiem tej organizacji.

## Odznaczenia
- Krzyż Kawalerski Orderu Odrodzenia Polski – 2004[4]
- Srebrny Medal „Za zasługi dla obronności kraju” – 2004[5]
- Medal za Zasługi dla Policji – 2003[6]